# Житомирський замок
Житомирський замок — дерев'яний замок-городня, займав північно-західну частину сучасної скелястої Замкової гори, яку з одного боку омиває річка Кам'янка Лісна, а з другого — Рудавка. Вздовж лівого берегу Рудавки розміщалось так зване місто.

## Історичні відомості

### У складі руських земель
Не збереглось літописних згадок ким і коли замок був побудований. Близько 1320 року замок завоював литовський князь Гедимін і полонив жителів до Литви.

### У складі Великого князівства Литовського
У 1444 році Житомир отримав магдебурзьке право. Але розвитку міста перешкоджають постійні набіги татар з Дикого поля. Найбільш серйозні набіги були протягом 1461–1482 років.
В описах Київського воєводства близько 1471 року повітовий Житомир мав в обороні чотири великі гармати та п'ять тарасниць. У замку проживало челяді четверо дорослих та троє дітей, слуг — 15 гультяїв. У місті налічувалось близько 20 корчем.
До замку сплачували подимщину жителі прилеглих сіл таких як Романово, Ловков (окрім замкових ловчих), Крошня, двір із пашнею Костешове, Котелня, Бардвіков, Рудники, Жерденів, Іванково, Звиняче, Грежаний двір з землями Лазоревщина, Пилиповщина, Антоновщина, Трибеси, Ратоновщину, Тищинське, Супруновщина та приселками Хлупинці, Жеровлевщина, Белевщина, Солодир, Лісовщина, Вепреєвщина, Шушковичі, Матеєвщина, Тимовщина, Глазовщина, Михоновичі, Мотоловичі, Васелевщина, Занеєвщина. Переважно це були гроші, мед, куниці.
У наступному десятилітті король Казимір Ягеллончик почав роздавати волості боярам житомирським разом з замковими селами.
1482 року кримський хан Менґлі Ґерай оточив замок, завдав значної шкоди, проте йому все ж не вдалося взяти Житомир.
Олександр Ягеллончик 1497 року відновив та дещо перебудував замок, а також подарував дзвін «Ратний» заввишки з людини, який встановили на Сторожовій вежі. Отримавши титул короля, у грудні 1505 року, звільнив житомирян від сплати мита. Натомість великими податками обкладались приїжджі купці та козаки. Незабаром Житомир стає важливим комерційним, ремісничим та торговим центром.
У 1508 році повстання князя Глинського за підтримки московського царя Василя III дісталось і Житомира. Декілька разів бунтівники на чолі з Василем Глинським намагались взяти замок, проте — безуспішно.
У 1520-х роках за староства Яна, єпископа познанського, замок був відбудований та дещо розширений — укріплення, площею близько 3 десятин, людині тяжко було обійти над урвищем. Чотири башти, дві вежі, ворота з підйомним мостом над штучним ровом з водою.
Погана ситуація склалась з водопостачанням замку, оскільки він розміщувався на гранітній скелі і не було можливості викопати колодязь. Брати воду з Кам'янки крутими схилами гори було небезпечно, та й під час осади Житомира жителі взагалі ризикували залишитись без води. Тому мешканцям подавалась вода з Рудавки за допомогою рур.
У 1522 році за староства Дмитра Олександровича Кмітича замок зазнав значної шкоди від випадкової пожежі. Багато мешканців розійшлися по сусіднім замкам. Ловковський зем'янин Іван Стрибель допоміг князю Костянтину Острозькому вивезти з пожарища дзвін «Ратний», дзвін з костелу святого Миколая на Охрімовій горі та три великі гармати до Острога.
У 1544—1545-х роках Семен Бабинський разом з Богушем Корецьким (староста у 1539—1548 роках) коштом уряду перебудували та значно посилили замок. Фортифікація була побудована на площі близько 2 га і мала форму неправильного шестикутника з трьома воротами та п'ятьма кутовими вежами. Ліворуч від Воротньої вежі до башти Вороніна — 7 городень відносились до Романівської волості, між баштою та вежею Герасимова — 9 городень, від цієї вежі до вежі Круглої, поблизу якої стояла церква, — 12 городень, від вежі до Сторожової вежі — 10 городень, від неї до башти — 3 городні, а далі до Воротньої вежі — 4 городні. Всі 45 городень, 4 вежі та 2 башти зроблені з соснових дощок, а підйомний міст був з дуба. Всередині ж замку розміщувались палац старости, церква Різдва Пречистої, комора і підвали з великою кількістю продовольчих запасів. Крім того, Житомир мав широко розгалужену мережу підземних тунелів. Історик Іван Крип'якевич стверджував, що в ті часи Житомирська фортеця мала найбільшу площу серед замків, розташованих на українських землях. За його словами, замок був довжиною 130 м і шириною 115 м.
Оскільки будівництво під час люстрації було не завершене, ревізор відмітив значні недоліки. Так як глина ще не просіла, укріплення мало значні щілини. Місцями під стінами через діри могла пролізти навіть кішка. Подекуди в городні були відсутні гвіздки. До всіх веж були приставлені драбини, так як сходів не було. Перекриття прогнило, тому в багатьох місцях прокапувало у дощову погоду. Балки Сторожової вежі взагалі були підперті колодами.
Житомирські зем'яни мали розподілити між собою городні та вежі, завершити укріплення замку власним коштом і розставити охорону. 1544 року Сейм постановив привілей для мешканців міста, згідно з яким не тільки князі та шляхта, але й звичайні городяни звільнялися від оподаткування на користь ремонту замку та утримання охорони. Тому між городянами, міщанами та зем'янами постійно відбувались спори стосовно того, чиїм коштом має відбудовуватись замок.
Тим часом, чисельність міщан збільшувалась, замок не зміг би прихистити всіх в разі небезпеки, тому навколо міста з'являється острог.

### У складі Речі Посполитої
У 1606 році замок знову постраждав від нападу татар, а жителі потрапили у полон. Згодом жителів спіткала морова епідемія. Але з часом Житомир знову відбудували.
У 1618 році на замок напали з грабунками місцеві зем'яни — брати Немиричі. Головний діяч Кшиштоф був страчений за наказом воєводи Замойського.
За сприяння старости
В період національно-визвольної війни, у 1648 році, війська Богдана Хмельницького спалили житомирській замок та костел, а міщан розігнали. Після підписання у 1649 році Зборівського миру між Яном Казимиром та Богданом Хмельницьким шляхта поступово повертається у свої маєтності. Відновлювати колишнє укріплення Житомира вже не стали, а лиш обгородили частоколом.

### У складі Російської імперії
31 жовтня 1802 року замок остаточно знищив вогонь і його залишки були розібрані. Губернатор Олександр Звягінцев у 1837 році заклав на замчищі публічний сад і на мапах XIX століття ще позначені земляний вал та частина дороги.
А у 1960-х роках на місці колишнього замку побудовано партійний архів та багатоквартирний будинок.

## Сучасність
У 2017 році біля корпусу архіву розпочались археологічні розкопки під керівництвом О. О. Тарабукіна. Було виявлено глибоку оборонну споруду круглої форми, близько п'яти метрів в діаметрі, що може виявитись саме Круглою вежею замку.
У Житомирі існує велика кількість підземних ходів, які все ще залишаються загадковими для вчених, тому що знають про них дуже мало. Житомирські краєзнавці кажуть, що найбільше підземель на Подолі та на Замковій горі, бо саме в цій частині міста стояла фортеця та починався Житомир.
До 1137 — річниці заснування міста, у ході реконструкції скверу на майдані Соборному де встановили 50-метровий флагшток з прапором України, було проведено археологічні розкопки. На основі знахідок, можна стверджувати, що до складу Житомира входили замок і окольний град, збудовані на рубежі XIV/XV — 1 пол. XVI ст. Цей період репрезентовано фрагментами вінець, стінок, крупного фрагмента пічної кахлі й денця глиняного кружального посуду архаїчного вигляду.

## Фотогалерея

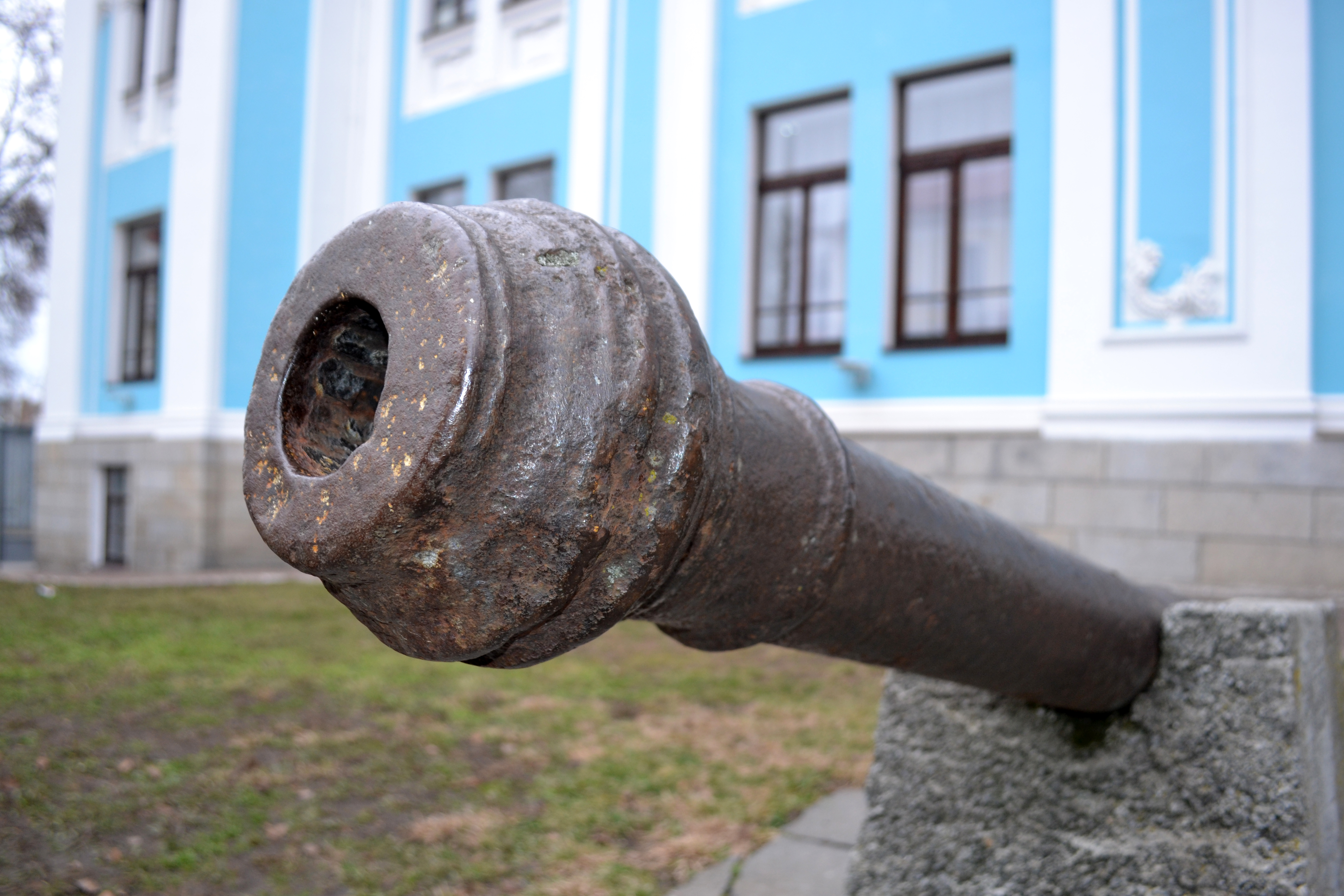
Чавунна гармата кін. XVII - першої пол. XVIII ст., знайдена на розкопках Замкової гори
Сучасний вид на Замкову гору